# Alain Doutey
Pour les articles homonymes, voir Doutey.
Ne doit pas être confondu avec Alain Libolt.
Alain Doutey est un acteur français, né le 12 décembre 1944 à Paris.

## Biographie
Alain Doutey est ancien élève du Cours Simon et de Jean-Laurent Cochet qui le fait débuter au théâtre en 1970. 
Il commence sa carrière cinématographique en 1967 dans Les Arnaud de Léo Joannon aux côtés de Salvatore Adamo.
En 1973, il obtient un rôle secondaire dans ce qui deviendra l'un des plus gros succès de l'année Mais où est donc passée la septième compagnie ? de Robert Lamoureux. 
De 1974 à 1976, il est la covedette avec John Waters (en)  de la série australienne Rush.
Par la suite, il tourne sous la direction de grands réalisateurs dont Jean-Charles Tacchella, Samuel Fuller, Claude Chabrol ou bien encore Claude Sautet. À la télévision, il apparaît dans de nombreuses séries (Marie Pervenche, Orages d'été, Les Cœurs brûlés, Les Grandes Marées...) ce qui en fait un visage familier pour les nombreux téléspectateurs. En 2015, il intègre la série Parents mode d'emploi, puis en 2018 Demain nous appartient, la série quotidienne de TF1.
Il est le mari de la comédienne Arièle Semenoff et le père de l'actrice Mélanie Doutey et de Nicolas Doutey.

## Filmographie

### Cinéma
- 1967 : Les Arnaud de Léo Joannon : Le copain contrebassiste
- 1970 : Les Cousines de Louis Soulanes : André
- 1971 : Une femme libre de Claude Pierson
- 1973 : Mais où est donc passée la septième compagnie ? de Robert Lamoureux : Carlier
- 1974 : Opération Lady Marlène de Robert Lamoureux : Le radio anglais
- 1975 : Cousin, Cousine de Jean-Charles Tacchella : Jérôme
- 1978 : La Carapate de Gérard Oury : L'inspecteur
- 1979 : Un si joli village d'Étienne Périer : Debray
- 1979 : Un jour un tueur de Serge Korber : Ramos
- 1979 : Il y a longtemps que je t'aime de Jean-Charles Tacchella : Gérard Martin
- 1980 : Au-delà de la gloire (The Big Red One) de Samuel Fuller : Sgt. Broban
- 1980 : Deux Lions au soleil de Claude Faraldo : Le directeur de la banque
- 1981 : Croque la vie de Jean-Charles Tacchella : Jérôme
- 1981 : Vivre vite ! de Carlos Saura : Garde
- 1981 : Les Filles de Grenoble de Joël Le Moigné : Le commissaire Brière
- 1982 : Jamais avant le mariage de Daniel Ceccaldi : Le "vorace"
- 1983 : L'Été de nos quinze ans de Marcel Jullian : Thibault
- 1984 : Le Sang des autres de Claude Chabrol : Leclerc
- 1984 : Pinot simple flic de Gérard Jugnot : Jeoffroy
- 1985 : Astérix et la Surprise de César de Gaëtan et Paul Brizzi : voix
- 1986 : Nuit d'ivresse de Bernard Nauer : Jean-François Ragain
- 1986 : Astérix chez les Bretons de Pino van Lamsweerde : voix
- 1987 : Frantic de Roman Polanski : Portier
- 1988 : Quelques jours avec moi de Claude Sautet : Le commissaire
- 1988 : Sans peur et sans reproche de Gérard Jugnot : D'Urfé
- 1989 : Rouge Venise de Étienne Périer : Pisani
- 1989 : Dames galantes de Jean-Charles Tacchella : La Paloterie
- 1991 : L'Homme de ma vie de Jean-Charles Tacchella : Alain
- 1992 : L'Œil écarlate de Dominique Roulet : Briquet
- 1993 : Paranoïa (court-métrage) de Frédéric Forestier et Stéphane Gateau
- 1995 : Fiesta de Pierre Boutron : Le docteur
- 1996 : Les Bidochon de Serge Korber : Le promoteur immobilier
- 1996 : Hommes, femmes : mode d'emploi de Claude Lelouch : Le directeur du Crillon
- 1997 : Les Sœurs Soleil de Jeannot Szwarc : Duval-Ratier
- 1998 : Le Plus Beau Pays du monde de Marcel Bluwal : Martin
- 1999 : Le Derrière de Valérie Lemercier : Le patient français
- 2001 : Le Cœur sur la main (court-métrage) de Marie-Anne Chazel : L'homme seul
- 2001 : Sexy Boys de Stéphane Kazandjian : Papa
- 2004 : Au secours, j'ai 30 ans ! de Marie-Anne Chazel : Le prêtre
- 2006 : Marie-Antoinette de Sofia Coppola : Chef voiturier
- 2007 : Le Candidat de Niels Arestrup : Le docteur Mascard
- 2007 : Ce soir je dors chez toi d'Olivier Baroux : Le père de Laetitia
- 2007 : Odette Toulemonde d'Éric-Emmanuel Schmitt : L'éditeur
- 2008 : L'Ennemi public no 1 de Jean-François Richet : Le président du tribunal de Compiègne
- 2009 : Safari d'Olivier Baroux : M. Solanse
- 2010 : L'Italien d'Olivier Baroux : André
- 2011 : Moi, Michel G., milliardaire, maître du monde de Stéphane Kazandjian : Jérôme Prévost
- 2011 : Les Tuche d'Olivier Baroux : Speck, le directeur de la banque
- 2011 : Je m'appelle Bernadette de Jean Sagols : Docteur Dozous
- 2012 : Nos plus belles vacances de Philippe Lellouche : Oncle François
- 2012 : Mais qui a re-tué Pamela Rose ? d'Olivier Baroux et Kad Merad : Le président français
- 2017 : Raid dingue de Dany Boon : Bernard Dubarry
- 2018 : Amoureux de ma femme de Daniel Auteuil : Bruno
- 2019 : Joyeuse retraite ! de Fabrice Bracq : Franck Alliot
- 2021 : Les Fantasmes de David et Stéphane Foenkinos : Le père de Sophie et Mélanie

### Télévision
- 1967 : Au théâtre ce soir : Les Vignes du Seigneur de Robert de Flers et Francis de Croisset, mise en scène Jacques Morel, réalisation Pierre Sabbagh, Théâtre Marigny
- 1967 : Les Cinq Dernières Minutes, épisode Un mort sur le carreau de Roland-Bernard :  Lucien Favier
- 1970 : Les Cadets de Saumur de Claude-Jean Bonnardot
- 1970 : Au théâtre ce soir : La Roulotte de Michel Duran, mise en scène Alfred Pasquali, réalisation Pierre Sabbagh, Théâtre Marigny
- 1972 : Les Dossiers de Maître Robineau de Jean-Claude de Nesles, épisode Le Disparu de Senlis : Le barman
- 1974 : Ardéchois cœur fidèle de Jean-Pierre Gallo : Maître Debrosses
- 1976 : Rush de Frank Arnold et Michael Jenkins : Emile Bizard
- 1977 : Au théâtre ce soir : Catherine au paradis d'Yves Chatelain, mise en scène Claude Nicot, réalisation Pierre Sabbagh, Théâtre Marigny
- 1977 : Désiré Lafarge  épisode : Désiré Lafarge prend le train  de Jean-Pierre Gallo : Jean
- 1977 : Tu comprends ça soldat de Pierre Granier-Deferre
- 1977 : Les Enquêtes du commissaire Maigret, épisode L'Amie de madame Maigret de Marcel Cravenne : Lapointe
- 1978 : Messieurs les Jurés : L'Affaire Montvillers de Jean-Marie Coldefy : Me Curmont
- 1978 : Les Fiancées de l'Empire de Jacques Doniol-Valcroze :  Le Hénin
- 1980 : La Vie des autres : La Part des ténèbres de Jean-Luc Moreau
- 1980 : Docteur Teyran de Jean Chapot : Larcher
- 1980 : Le Fils père de Serge Korber
- 1980 : Julien Fontanes, magistrat, épisode La Dernière Haie de François Dupont-Midy : Dr. Carlin
- 1981 : L'Île des rescapés : Marceau
- 1982 : Un psy pour deux de Serge Korber
- 1982 : Médecins de nuit de Stéphane Bertin, épisode : La nuit d'Espagne (série télévisée) : Chapel
- 1983 : Merci Sylvestre Série (2 épisodes) : M. Blot
- 1983 : Les Mouettes sur la Saône de Jean Sagols : Paul
- 1984 : Les Enquêtes du commissaire Maigret, épisode La Nuit du carrefour de Stéphane Bertin : L'inspecteur Grandjean
- 1984 : L'Amour tango de Régis Forissier : Henry
- 1985 : Les Étonnements d'un couple moderne de Pierre Boutron : Boyer
- 1985 : Les Ephélides de Éric Le Hung
- 1985 : Le Bâtard de Pierre Boutron
- 1985 : Des boules et des morts de Maurice Frydland
- 1985 : Si j'avais su le jour et l'heure de Jacques Barinet
- 1986 : Tous en boîte de Charles Nemes : Alda
- 1986 : Fred Connexion de Serge Korber : Bastien Mercier
- 1986 : Maestro ma non troppo de Serge Korber : Maxime
- 1987 : Le Buvard à l'envers de Pierre Boutron : Kostas
- 1988 : Cour d'Assise de Jean-Charles Tacchella :  L'inspecteur Lenoir
- 1988 : Marie Pervenche Série (10 épisodes) : Xavier Lorieux
- 1988 : Espionne et tais-toi de Claude Boissol
- 1988 : Le Vent des moissons de Jean Sagols : Gérard Darrigaud
- 1989 : La Dame de Berlin de Pierre Boutron : Alphonse Tourpe
- 1989 : Orages d'été de Jean Sagols : Camille
- 1990 : Sublime Aventure de René Manzor : Le professeur
- 1990 : Orages d'été, avis de tempête de Jean Sagols : Camille
- 1990 : Duplex de Michel Lang : Max
- 1992 : Les Cœurs brûlés de Jean Sagols : Jean-Philippe
- 1992 : Association de bienfaiteurs de Jean-Daniel Verhaeghe : Jonathan
- 1993 : Les Grandes Marées de Jean Sagols :  Pierre-Henri Leclerc
- 1993 : Rapt à crédit de Pierre Boutron
- 1994 : Les Yeux d'Hélène de Jean Sagols : Jean-Philippe
- 1995 : Belle Époque de Gavin Millar
- 1995 : Ils n'ont pas 20 ans de Charlotte Brändström : Jean Lacarrière
- 1995 : Maigret : Les Vacances de Maigret de Pierre Joassin : Docteur Delaunay
- 1996 : Audimeurtres de Jean-Michel Ribes
- 1996 : Les Cordier, juge et flic épisode Comité d'accueil de Marion Sarraut : Jansen
- 1996 : Les Filles du maître de chai de François Luciani : Hubert
- 1997 : L'Ami de mon fils de Marion Sarraut : Gilbert
- 1997 : Mélissol de Jean-Pierre Igoux : Jean-Marie Lemoël
- 1998 : This could be the same time de Gavin Millar : Doisneau
- 1998 : Madame le consul, épisode  L'orpheline du bayou de Jean Sagols : Bernard Angremont
- 1998 : Une femme d'honneur épisode Une ombre au tableau de Philippe Monnier : Yves Kowalski
- 1998 : Les Moissons de l'océan de François Luciani : Baptiste Levasseur
- 1999 : Scherpa de Marc Angelo : Le patron
- 1999 : Le Mystère Parasuram de Michel Sibra : Gustave Vaicia
- 1999 : Marie et Tom de Dominique Baron : Ferdinand Lévesque
- 1999 : Un Jeune Français de Michel Sibra : Pierre
- 2001 : Chère Marianne, épisode Cellule familiale de Bernard Uzan : Alain de Richebourg
- 2001 : Femmes de loi, épisode Un amour de jeunesse de Laurent Carcélès :  Jacques Courteviers
- 2001 : Napoléon d'Yves Simoneau : Maréchal Ney
- 2002 :  Joséphine, ange gardien : Paillettes Claquettes et Champagne de Nicolas Cuche : Alfredo
- 2004 : Un coupable idéal de Alain Nahum
- 2004 : Navarro, épisode Mortelles Violences de Jean Sagols : Paul Lerney
- 2005 : Le Serment de Mado de François Luciani : Georges
- 2005 : L'Affaire Villemin de Pascal Bonitzer et Raoul Peck : Me Bourgoin
- 2005 : Rainbow Warrior de Pierre Boutron : Général Saulnier
- 2006 : Sécurité intérieure de Patrick Grandperret
- 2006 : Premier Suspect de Christian Bonnet : Maxime Gilbert
- 2007 : Divine Émilie de Arnaud Sélignac : Baron de Breteuil
- 2007 : La Commune, série de Philippe Triboit : Jean-Baptiste Pietta
- 2008 : Un admirateur secret de Christian Bonnet : Sydney
- 2008 : Le Nouveau Monde de Étienne Dhaene : Vincent
- 2008 : La Cagnotte de Philippe Monnier : Colladan
- 2008 : Kaamelott saison 6 série d'Alexandre Astier : Publius Desticius
- 2009 : Les Méchantes de Philippe Monnier : Dazincourt
- 2009 : Double Enquête de Pierre Boutron : Le commissaire Giry
- 2011 : Week-end chez les toquées de Laurence Katrian : Jean-Louis Guérin
- 2012 : Simple question de temps de Henri Helman : Nordman
- 2013 : Profilage (épisode 1, saison 4) de Julien Despaux : Claude Moisan
- 2014 : Deux petites filles en bleu de Jean-Marc Therin :  Arellano
- 2014 : Cherif, épisode À ma fille : Patrick Ariège
- 2014 : Résistance, série télévisée de Miguel Courtois : Paul Rivet
- 2014 : Accusé, série télévisée de Julien Despaux et Didier Bivel : Olivier Cassel
- 2014 : Interventions, série télévisée d'Éric Summer : Patrick Dubosc
- 2015 : Un parfum de sang de Pierre Lacan : Yves Legrain
- 2015 - 2016 : Parents mode d'emploi, série télévisée : André
- 2015 : Les Fusillés de Philippe Triboit : Le maire
- 2015 : Joséphine, ange gardien : Je ne vous oublierai jamais de Stéphane Kopecky : Gaston Maleval
- 2017 : Paris, etc. série télévisée de Zabou Breitman
- 2018 et 2020 : Demain nous appartient : Jacques Bertrand (série, épisodes 168 à 301 et 748 à 769)
- 2018 : Mystère à l'Élysée de Renaud Bertrand : Félix Faure
- 2019 : Soupçons de Lionel Bailliu : Pierre
- 2020 : Meurtres à Albi de Delphine Lemoine : Michel Dalmasio
- 2021 : Face à face de July Hygreck et Julien Zidi : Edouard Koenig
- 2022 : Enquête à cœur ouvert de Frank Van Passel : Jacques
- 2024 : Mister Spade de Scott Frank (série télévisée) : Denis Deveraux
- 2025 : L'Intruse de Shirley Monsarrat : Alain

## Théâtre
- 1970 : Pantoufle d'Alan Ayckbourn, mise en scène Jean-Laurent Cochet, théâtre Daunou
- 1972 : La Claque de et mise en scène André Roussin, théâtre de la Michodière
- 1974 : Le Siècle des lumières de Claude Brulé, mise en scène Jean-Laurent Cochet, théâtre du Palais-Royal
- 1974 : Les Larbins de Henri de Menthon, mise en scène Jean-Paul Cisife, théâtre du Lucernaire
- 1980 : Les Bons Bourgeois de René de Obaldia, mise en scène Jacques Rosny, théâtre Hébertot
- 1995 : Un ennemi du peuple de Henrik Ibsen, mise en scène Jean-Luc Tardieu, Espace 44 Nantes
- 2009 : Douze Hommes en colère de Reginald Rose, mise en scène Stéphan Meldegg, théâtre de Paris
- 2017 : Confidences de Joe Di Pietro, mise en scène Jean-Luc Moreau, Théâtre Rive gauche
- 2019 : Le Malade imaginaire de Molière, mise en scène Daniel Auteuil, Théâtre de Paris
- 2022 : Qui est monsieur Schmitt ? de Sébastien Thiéry, mise en scène Jean-Louis Benoît, avec Stéphane De Groodt, Valérie Bonneton, Chick Ortega et Steven Dagrou au théâtre Édouard-VII et en tournée.

## Doublage

### Films
- 1984 : Amadeus : Leopold Mozart (Roy Dotrice) (doublage de la version Director's Cut de 2002)
- 1995 : Sur la route de Madison : Robert Kincaid (Clint Eastwood)

### Films d'animation
- 1985 : Astérix et la Surprise de César : Faupayélatax, le britannique
- 1986 : Astérix chez les Bretons : Bridax, le marchand de vins